# Adam Remiszewski
Adam Remiszewski (ur. 4 stycznia 1889 w Łętowni, zm. 1940) – starosta w okresie II Rzeczypospolitej, ofiara zbrodni katyńskiej.

## Życiorys
Urodził się 4 stycznia 1889 w Łętowni jako syn Kazimierza. W 1907 zdał egzamin dojrzałości w C. K. Gimnazjum z wykładowym językiem polskim w Przemyślu (w jego klasie był Józef Panaś). W 1911 ukończył studia prawnicze na Uniwersytecie Lwowskim. W 1914 wstąpił do służby państwowej.
Po odzyskaniu przez Polskę niepodległości pracował w służbie samorządowej od 1922. Pracował jako referendarz w starostwie powiatu rawskiego, po czym 14 kwietnia 1927 został mianowany na stanowisko starosty powiatu strzyżowskiego. Od listopada 1927 pełnił stanowisko starosty powiatu przeworskiego, z którego w maju 1932 został przeniesiony na stanowisko starosty powiatu przemyskiego, które piastował w kolejnych latach do 1939.
Podczas urzędowania w Przemyślu należał do Polskiego Białego Krzyża (wspólnie z żoną). W 1934, 1935 pełnił funkcję opiekuna organizacyjnego Ligi Morskiej i Kolonialnej w urzędzie starostwa przemyskiego. W maju 1936 został członkiem zarządu Okręgowego Towarzystwa Przyjaciół Związku Strzeleckiego w Przemyślu. Zasiadał w zarządzie okręgu wojewódzkiego Ligi Obrony Powietrznej i Przeciwgazowej.
Uchwałą rady gminy Krzywcza z 5 maja 1936 otrzymał tytuł honorowego obywatela gminy zbiorowej Krzywczy. Za jego rządów w grudniu 1936 doszło do aresztowań przemyskich działaczy narodowych w związku z rzekomymi nieprawidłowościami finansowymi podczas prowadzonej przez nich zbiórki pieniężnej na rzecz ubogich. Postanowieniem Sądu Okręgowego w Przemyślu z 28 grudnia 1936 zostało skonfiskowane wydanie czasopisma „Ziemia Przemyska” nr 49–50 z 19–26 grudnia 1936 z uwagi na to, że w jego treści pojawił się artykuł informujący o rzekomym tolerowaniu przez starostę Remiszewskiego nadużyć w Wydziale Powiatowym oraz w Powiatowej Komunalnej Kasie Oszczędności. Jako starosta przemyski dokonywał administracyjnych konfiskat wydań tego czasopisma (decyzja z 15 maja 1937 wobec numeru 19–21 z 2–15 maja 1936 oraz decyzja z 15 października 1937 wobec numeru 44 z 16 października 1937) powołując się na rzekome wypełnienie znamion występku z art. 127 (znieważenie władzy wzgl. urzędu) i 170 (publiczne rozpowszechnianie fałszywych informacji mogących wywołać niepokój publiczny) kodeksu karnego. W październiku 1937 w trakcie „Dnia Przemyśla” na antenie Polskiego Radia Lwów w audycji satyrycznej Wesoła Lwowska Fala został okrzyknięty królem. 18 października 1938 zakazał organizowania obywatelskiej straży „Pomnika Orląt” w Przemyślu. W tym samym czasie, przed wyborami parlamentarnymi w 1938, wydawał zakazy zebrań publicznych, organizowanych przez działaczy Stronnictwa Narodowego.
Miał córkę Barbarę, od 15 sierpnia 1939 żonę ppor. dr. Mariana Gorzeńskiego.
Po wybuchu II wojny światowej w czasie kampanii wrześniowej ewakuował się na wschód wraz z urzędnikami przemyskimi. Po agresji ZSRR na Polskę z 17 września 1939  na terenach wschodnich II Rzeczypospolitej został aresztowany przez Sowietów. W 1940 został zamordowany przez NKWD, a jego nazwisko znalazło się na tzw. Ukraińskiej Liście Katyńskiej opublikowanej w 1994 (został wymieniony na liście wywózkowej 55/2-18 oznaczony numerem 2457). Ofiary tej części zbrodni katyńskiej zostały pochowane na otwartym w 2012 Polskim Cmentarzu Wojennym w Kijowie-Bykowni.

## Ordery i odznaczenia
- Złoty Krzyż Zasługi (10 listopada 1933)[27]